# Paraphthonia molione
Paraphthonia molione är en fjärilsart som beskrevs av Frederick DuCane Godman 1903. Paraphthonia molione ingår i släktet Paraphthonia och familjen Riodinidae. Inga underarter finns listade i Catalogue of Life.